# Clayton Blackmore
Clayton Graham Blackmore (Neath, Gales, 23 de septiembre de 1964) es un exfutbolista galés, se desempeñaba como centrocampista, aunque también en todas las posiciones de la defensa.

## Clubes
| Club              | País       | Año         |
| ----------------- | ---------- | ----------- |
| Manchester United | Inglaterra | 1982 - 1994 |
| Middlesbrough FC  | Inglaterra | 1994 - 1996 |
| Bristol City FC   | Inglaterra | 1996        |
| Middlesbrough FC  | Inglaterra | 1996 - 1999 |
| Barnsley FC       | Inglaterra | 1999        |
| Notts County FC   | Inglaterra | 1999 - 2000 |
| Leigh Genesis FC  | Inglaterra | 2000        |
| Bangor City FC    | Gales      | 2000 - 2006 |
| Porthmadog FC     | Gales      | 2006 - 2007 |
| Neath FC          | Gales      | 2007 - 2009 |

- Datos: Q1099281